# Чуваська енциклопедія
Чуваська енциклопедія (чув. Чӑваш энциклопедийӗ) — універсальне довідково-енциклопедичне видання в 4 томах, у якому в алфавітному порядку опубліковані відомості про адміністративний устрій, історію, науку і культуру Республіки Чувашії, а також суспільно-політичне життя, мистецтво, архітектура, економічний розвиток і природно-кліматичні умови. В енциклопедії містяться короткі біографії людей, які зробили значний внесок в історії розвитку Республіки Чувашії.

## Історія
Випуску «Чуваська енциклопедії» передувало видання «Короткої чуваської енциклопедії» у 2001 році. Потім почалася робота над багатотомним виданням, для підготовки якого сформовано 17 галузевих редакцій. Матеріал збирали, писали і готували до друку 300 авторів: наукові працівники, журналісти, краєзнавці.

## Опис
Головний редактор — Ісаєв Юрій Миколайович.

## Зміст енциклопедії
Включено близько 13 тисяч статей, з яких майже 8 тисяч — тематичні відомості з різних галузей знань, 5 тисяч — статті про історичних осіб і сучасників, уродженців Чувашії та представників чуваської діаспори. Ілюстративний ряд представлений понад 3 тисячами схем, карт, малюнків, фотографій.

## Лiтература
1. Бойко И. И. Общее и особенное в региональной универсальной энциклопедии (на примере многотомной «Чувашской энциклопедии») // Региональные энциклопедии в культурном пространстве России: материалы Всерос. науч.-практ. конф. (г. Чебоксары, 17–18 авг. 2007 г.) / Чувашский государственный институт гуманитарных наук. — Чебоксары, 2009. — С. 49—60. — 130 с.
2. Бойко И. И. Особенности использования регионоведческих исследований в энциклопедических изданиях: на примере «Чувашской энциклопедии» // Развитие регионоведческих исследований в Российской Федерации: особенности и основные направления: сб. ст. Всерос. науч.-практ. конф. (г. Казань, 7 дек. 2018 г.) / АН Республики Татарстан. Институт татарских энциклопедий и регионоведения. — Казань, 2018. — С. 18—23.
3. Бойко И. И. Универсальные региональные энциклопедии: некоторые вопросы методики подготовки (на примере Чувашской энциклопедии) // Исторический опыт, актуальные проблемы развития российской региональной энциклопедистики: материалы Всерос. науч.-практ. конф. с междунар. участием (Уфа, 27–28 сент. 2012 г.) / АН Республики Башкортостан, Научно-издательский комплекс «Башкирская энциклопедия». — Уфа, 2012. — С. 50—52.
4. Воронов Л. Н. Методологические аспекты написания статей по биологии для Чувашской энциклопедии // Региональные энциклопедии в культурном пространстве России: материалы Всерос. науч.-практ. конф. (г. Чебоксары, 17–18 авг. 2007 г.) / Чувашский государственный институт гуманитарных наук. — Чебоксары, 2009. — С. 87—90. — 130 с.
5. Головина Н. С. Особенности сбора информации и актуализации статей в электронной версии «Чувашской энциклопедии» // Вопросы энциклопедистики. Вып. 7 / АН Республики Башкортостан, Гос. автоном. учреждение науки Респ. Башкортостан «Башкирская энциклопедия». — Уфа, 2018. — С. 86—92. — 158 с.
6. Головина Н. С., Малясова Н. Б. Электронная Чувашская энциклопедия: современное состояние и проблемы развития // Университетское образование в полиэтничных регионах Поволжья: к 50-летию Чуваш. гос. ун-та им. И. Н. Ульянова (VI Арсентьев. чтения). — Чебоксары, 2015. — С. 41—45.
7. Головина Н. С., Смирнова Н. Б. К вопросу об иллюстрировании электронной Чувашской энциклопедии // Российская многонациональная энциклопедистика: история и современность: Всерос. науч. конф. с междунар. участием (г. Казань, 12–13 окт. 2017 г.) / АН Республики Татарстан. Институт татарских энциклопедий и регионоведения, Отделение гуманитарных наук. — Казань, 2017. — С. 145—150.
8. Головина Н. С., Смирнова Н. Б. Мониторинг, сбор материала и обновление информации в электронной Чувашской энциклопедии // Региональные энциклопедии в современной научной инфокоммуникационной системе России: материалы Всерос. науч.-практ. конф. с междунар. участием (Уфа, 29–30 сент. 2016 г.) / АН Республики Башкортостан, Научно-издательский комплекс «Башкирская энциклопедия». — Уфа, 2016. — С. 185—188.
9. Григорьев В. С. Научно-организационные аспекты подготовки региональной энциклопедии: (по материалам «Чувашской энциклопедии») // Региональные энциклопедии: проблемы общего и особенного в истории и культуре народов Среднего Поволжья и Приуралья / АН Республики Татарстан, Институт татарских энциклопедий. — Казань, 2007. — С. 47—56.
10. Григорьев В. С. Региональные энциклопедии — инновационный фактор развития научного и духовно-культурного потенциала страны: [на примере Чувашии] // Региональные энциклопедии в культурном пространстве России: материалы Всерос. науч.-практ. конф. (г. Чебоксары, 17–18 авг. 2007 г.) / Чувашский государственный институт гуманитарных наук. — Чебоксары, 2009. — С. 15—22. — 130 с.
11. Лохонова Г. М. Учёные Чебоксарского кооперативного института в Чувашской энциклопедии // Вестник Российского университета кооперации. — 2010. — № 1. — С. 224—225.
12. Смирнова Н. Б. Электронная База данных по персоналиям для интернет-версии «Чувашской энциклопедии»: структура, источники пополнения // Вопросы энциклопедистики. Вып. 7 / АН Республики Башкортостан, Гос. автоном. учреждение науки Респ. Башкортостан «Башкирская энциклопедия». — Уфа, 2018. — С. 93—100. — 158 с.
13. Шуверов В. Б. Исторический портрет носителей научно-технического прогресса в сельском хозяйстве (по материалам энциклопедических изданий Чувашии) // Вестник НИИ гуманитарных наук при Правительстве Республики Мордовия. — 2012. — № 3. — С. 31—37.